# استان نیغده
نیغده (به ترکی استانبولی: Niğde) نام یکی از ۸۱ استان ترکیه است که مرکز آن هم شهری است به همین نام.
نام این شهر در گویش فعلی مردم ترکیه، «نیده» تلفظ می‌شود.
جمعیت این استان در سال ۲۰۰۷ برابر با ۳۳۱٫۶۷۷ نفر بود که ۱۰۰٫۴۱۸ آن ساکن شهر نیغده بودند.

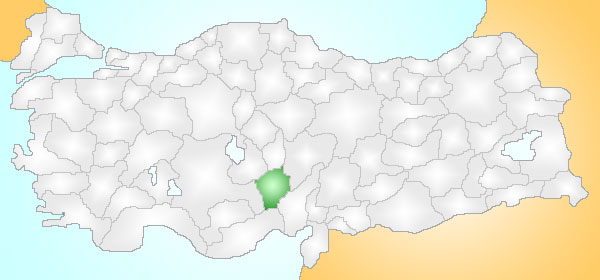
محل استان نیغده در نقشهٔ ترکیه.